# Boban Petrović
Boban Petrović (in serbo Бобaн Петровић?; Kruševac, 19 luglio 1957 – 27 settembre 2021) è stato un cestista jugoslavo.

## Carriera
Con la Jugoslavia ha disputato i Campionati mondiali del 1982 e due edizioni dei Campionati europei (1981, 1985).

## Palmarès
- YUBA liga: 2

Partizan Belgrado: 1978-79, 1980-81
- Coppa di Jugoslavia: 1

Partizan Belgrado: 1979
- Coppa Korać: 2

Partizan Belgrado: 1977-78, 1978-79